# UGM-96 Trident I
El UGM-96 Trident I, o Trident C4, fue un misil balístico lanzado desde submarinos (SLBM) estadounidense, construido por Lockheed Martin Space Systems en Sunnyvale, California. Desplegado por primera vez en 1979, el Trident I reemplazó al misil Poseidon. Fue retirado en 2005, habiendo sido sustituido por el Trident II.
El misil era un sistema de combustible sólido de tres etapas, capaz de transportar hasta ocho ojivas W76 en el Mark 4 RB.
Los primeros ocho submarinos de la clase Ohio estaban armados con misiles Trident I. Doce submarinos de la clase James Madison y clase Benjamin Franklin también fueron modernizados con misiles Trident I, que reemplazaron a los misiles Poseidon más antiguos.
En 1980, la Marina Real Británica solicitó misiles Trident I en virtud del Acuerdo de Venta Polaris. En 1982, se modificó el acuerdo para suministrar en su lugar Trident II (Sistema nuclear Trident).